# Zuid-Amerikaans kampioenschap voetbal onder 20 - 1999
Het Zuid-Amerikaans kampioenschap voetbal onder 20 van 1999 was de 19e editie van het Zuid-Amerikaans kampioenschap voetbal onder 20, een CONMEBOL-toernooi voor nationale ploegen van spelers onder de 20 jaar. 10 landen namen deel aan dit toernooi dat van 5 tot 25 januari in Argentinië werd gespeeld. Argentinië werd voor de derde keer winnaar.
Dit toernooi dient tevens als kwalificatietoernooi voor het wereldkampioenschap voetbal onder 20 van 1999. De 4 beste landen van dit toernooi plaatsen zich, dat zijn Argentinië, Brazilië, Paraguay en Uruguay.

## Groepsfase

### Groep A
| Pos. | Land       | GW | W | G | V | DV | DT | +/− | Ptn. |
| ---- | ---------- | -- | - | - | - | -- | -- | --- | ---- |
| 1    | Argentinië | 4  | 4 | 0 | 0 | 12 | 1  | +11 | 12   |
| 2    | Chili      | 4  | 3 | 0 | 1 | 12 | 4  | +8  | 9    |
| 3    | Peru       | 4  | 2 | 0 | 2 | 4  | 8  | –4  | 6    |
| 4    | Venezuela  | 4  | 1 | 0 | 3 | 5  | 14 | –9  | 3    |
| 5    | Ecuador    | 4  | 0 | 0 | 4 | 3  | 9  | –6  | 0    |

|                |                    |     |         | |
| 5 januari 1999 | Chili              | 2–0 | Ecuador | Estadio José María Minella, Mar del Plata Toeschouwers: 2.000 Scheidsrechter: Carlos Amarilla (PAR) |
| 5 januari 1999 | Neira 27' Moya 30' |     |         | Estadio José María Minella, Mar del Plata Toeschouwers: 2.000 Scheidsrechter: Carlos Amarilla (PAR) |

|                |            |     |                                               | |
| 5 januari 1999 | Venezuela  | 1–4 | Argentinië                                    | Estadio José María Minella, Mar del Plata Toeschouwers: 11.656 Scheidsrechter: Jorge Larrionda (URU) |
| 5 januari 1999 | Arango 39' |     | Duscher 64' Farías 68' Galletti 70' Aimar 89' | Estadio José María Minella, Mar del Plata Toeschouwers: 11.656 Scheidsrechter: Jorge Larrionda (URU) |

|                |                 |     |             |                                                                                                  |
| 7 januari 1999 | Peru            | 2–1 | Venezuela   | Estadio José María Minella, Mar del Plata Toeschouwers: 2.000 Scheidsrechter: Felipe Russi (COL) |
| 7 januari 1999 | Balbin 27', 90' |     | Sequera 17' | Estadio José María Minella, Mar del Plata Toeschouwers: 2.000 Scheidsrechter: Felipe Russi (COL) |

|                |                   |     |         | |
| 7 januari 1999 | Argentinië        | 2–0 | Ecuador | Estadio José María Minella, Mar del Plata Toeschouwers: 7.422 Scheidsrechter: Carlos Eugênio Simon (BRA) |
| 7 januari 1999 | Galletti 27', 90' |     |         | Estadio José María Minella, Mar del Plata Toeschouwers: 7.422 Scheidsrechter: Carlos Eugênio Simon (BRA) |

|                 |           |                                                                 |       |                                                                                               |
| 11 januari 1999 | Venezuela | 0–6                                                             | Chili | Estadio José María Minella, Mar del Plata Toeschouwers: 2.000 Scheidsrechter: Juan Luna (BOL) |
| 11 januari 1999 |           | Córdova 18', 64' Neira 43' Pizarro 75' García 83' Gutiérrez 87' |       | Estadio José María Minella, Mar del Plata Toeschouwers: 2.000 Scheidsrechter: Juan Luna (BOL) |

|                 |      |                          |            | |
| 11 januari 1999 | Peru | 0-2                      | Argentinië | Estadio José María Minella, Mar del Plata Toeschouwers: 10.600 Scheidsrechter: Carlos Amarilla (PAR) |
| 11 januari 1999 |      | Aimar 32' Montenegro 80' |            | Estadio José María Minella, Mar del Plata Toeschouwers: 10.600 Scheidsrechter: Carlos Amarilla (PAR) |

|                 |            |     |                          | |
| 13 januari 1999 | Ecuador    | 1–2 | Peru                     | Estadio José María Minella, Mar del Plata Toeschouwers: 2.000 Scheidsrechter: Jorge Larrionda (URU) |
| 13 januari 1999 | Bonito 65' |     | Alamanza 80' Cordero 88' | Estadio José María Minella, Mar del Plata Toeschouwers: 2.000 Scheidsrechter: Jorge Larrionda (URU) |

|                 |                                         |     |       |                                                                                                   |
| 13 januari 1999 | Argentinië                              | 4–0 | Chili | Estadio José María Minella, Mar del Plata Toeschouwers: 13.998 Scheidsrechter: Felipe Russi (COL) |
| 13 januari 1999 | Crosa 24' Galletti 35', 57' Duscher 85' |     |       | Estadio José María Minella, Mar del Plata Toeschouwers: 13.998 Scheidsrechter: Felipe Russi (COL) |

|                 |                                  |     |      | |
| 15 januari 1999 | Chili                            | 4–0 | Peru | Estadio José María Minella, Mar del Plata Toeschouwers: 1.000 Scheidsrechter: Carlos Eugênio Simon (BRA) |
| 15 januari 1999 | García 19', 32' Córdova 49', 78' |     |      | Estadio José María Minella, Mar del Plata Toeschouwers: 1.000 Scheidsrechter: Carlos Eugênio Simon (BRA) |

|                 |                      |     |                                          |                                                                                               |
| 15 januari 1999 | Ecuador              | 2–3 | Venezuela                                | Estadio José María Minella, Mar del Plata Toeschouwers: 1.000 Scheidsrechter: Juan Luna (BOL) |
| 15 januari 1999 | Mejía 52' Bonito 63' |     | Sequera 36' Chacón 76' Juan Arango 90+1' | Estadio José María Minella, Mar del Plata Toeschouwers: 1.000 Scheidsrechter: Juan Luna (BOL) |

### Groep B
| Pos. | Land     | GW | W | G | V | DV | DT | +/− | Ptn. |
| ---- | -------- | -- | - | - | - | -- | -- | --- | ---- |
| 1    | Paraguay | 4  | 3 | 1 | 0 | 7  | 3  | +4  | 10   |
| 2    | Brazilië | 4  | 2 | 2 | 0 | 8  | 2  | +6  | 8    |
| 3    | Uruguay  | 4  | 2 | 1 | 1 | 8  | 3  | +5  | 7    |
| 4    | Colombia | 4  | 0 | 1 | 3 | 4  | 8  | –4  | 1    |
| 5    | Bolivia  | 4  | 0 | 1 | 3 | 4  | 15 | –11 | 1    |

|                |              |     |          |                                                                                            |
| 6 januari 1999 | Uruguay      | 1–0 | Colombia | Estadio General San Martín, Tandil Toeschouwers: 3.200 Scheidsrechter: Ángel Sánchez (ARG) |
| 6 januari 1999 | Chevantón 9' |     |          | Estadio General San Martín, Tandil Toeschouwers: 3.200 Scheidsrechter: Ángel Sánchez (ARG) |

|                |         |                                                          |          |                                                                                           |
| 6 januari 1999 | Bolivia | 0–4                                                      | Brazilië | Estadio General San Martín, Tandil Toeschouwers: 2.600 Scheidsrechter: Jorge Torres (PER) |
| 6 januari 1999 |         | Eriberto 4' Cassio Lincoln 40' Fábio Aurélio 76' Edu 90' |          | Estadio General San Martín, Tandil Toeschouwers: 2.600 Scheidsrechter: Jorge Torres (PER) |

|                |                            |     |            |                                                                                          |
| 8 januari 1999 | Paraguay                   | 2–1 | Bolivia    | Estadio General San Martín, Tandil Toeschouwers: 3.000 Scheidsrechter: José Carpio (ECU) |
| 8 januari 1999 | Santa Cruz 69' Escobar 80' |     | García 53' | Estadio General San Martín, Tandil Toeschouwers: 3.000 Scheidsrechter: José Carpio (ECU) |

|                |                                               |     |            |                                                                                         |
| 8 januari 1999 | Brazilië                                      | 3–1 | Colombia   | Estadio General San Martín, Tandil Toeschouwers: 3.000 Scheidsrechter: Guido Aros (CHI) |
| 8 januari 1999 | Matuzalém 18' Rodrigo Gral 43' Ronaldinho 64' |     | Molina 88' | Estadio General San Martín, Tandil Toeschouwers: 3.000 Scheidsrechter: Guido Aros (CHI) |

|                 |              |     |                                                                                |                                                                                             |
| 10 januari 1999 | Bolivia      | 1–7 | Uruguay                                                                        | Estadio General San Martín, Tandil Toeschouwers: 2.000 Scheidsrechter: Luis Solorzáno (VEN) |
| 10 januari 1999 | Aguilera 52' |     | Pellegrín 10' Chevantón 21', 33' Forlán 42' Canobbio 78' Carreño 79' Bueno 88' | Estadio General San Martín, Tandil Toeschouwers: 2.000 Scheidsrechter: Luis Solorzáno (VEN) |

|                 |               |     |                  |                                                                                           |
| 10 januari 1999 | Paraguay      | 1–1 | Brazilië         | Estadio General San Martín, Tandil Toeschouwers: 4.000 Scheidsrechter: Jorge Torres (PER) |
| 10 januari 1999 | Santa Cruz 1' |     | Rodrigo Gral 69' | Estadio General San Martín, Tandil Toeschouwers: 4.000 Scheidsrechter: Jorge Torres (PER) |

|                 |         |                          |          |                                                                                            |
| 12 januari 1999 | Uruguay | 0–2                      | Paraguay | Estadio General San Martín, Tandil Toeschouwers: 3.000 Scheidsrechter: Ángel Sánchez (ARG) |
| 12 januari 1999 |         | Cabañas 18' Da Silva 51' |          | Estadio General San Martín, Tandil Toeschouwers: 3.000 Scheidsrechter: Ángel Sánchez (ARG) |

|                 |                      |     |                         |                                                                                           |
| 12 januari 1999 | Colombia             | 2–2 | Bolivia                 | Estadio General San Martín, Tandil Toeschouwers: 3.000 Scheidsrechter: Jorge Torres (PER) |
| 12 januari 1999 | Gil 18' Victoria 31' |     | Gutiérrez 57' Apuri 84' | Estadio General San Martín, Tandil Toeschouwers: 3.000 Scheidsrechter: Jorge Torres (PER) |

|                 |          |     |                         |                                                                                             |
| 14 januari 1999 | Colombia | 1–2 | Paraguay                | Estadio General San Martín, Tandil Toeschouwers: 2.100 Scheidsrechter: Luis Solorzáno (VEN) |
| 14 januari 1999 | Díaz 17' |     | Cabañas 11' Gavilán 46' | Estadio General San Martín, Tandil Toeschouwers: 2.100 Scheidsrechter: Luis Solorzáno (VEN) |

|                 |          |     |         |                                                                                          |
| 14 januari 1999 | Brazilië | 0–0 | Uruguay | Estadio General San Martín, Tandil Toeschouwers: 2.100 Scheidsrechter: José Carpio (ECU) |
| 14 januari 1999 |          |     |         | Estadio General San Martín, Tandil Toeschouwers: 2.100 Scheidsrechter: José Carpio (ECU) |

## Finalegroep
| Pos. | Land       | GW | W | G | V | DV | DT | +/− | Ptn. |
| ---- | ---------- | -- | - | - | - | -- | -- | --- | ---- |
| 1    | Argentinië | 5  | 4 | 0 | 1 | 9  | 2  | +7  | 12   |
| 2    | Uruguay    | 5  | 2 | 2 | 1 | 5  | 4  | +1  | 8    |
| 3    | Brazilië   | 5  | 2 | 1 | 2 | 14 | 8  | +6  | 7    |
| 4    | Paraguay   | 5  | 2 | 0 | 3 | 6  | 8  | –2  | 6    |
| 5    | Peru       | 5  | 1 | 2 | 2 | 4  | 14 | –10 | 5    |
| 6    | Chili      | 5  | 1 | 1 | 3 | 8  | 10 | –2  | 4    |

|                 |                         |     |            |               |
| 17 januari 1999 | Peru                    | 2–1 | Paraguay   | Mar del Plata |
| 17 januari 1999 | Cordero 15' Carrión 75' |     | 83' Cuevas | Mar del Plata |

|                 |                            |     |                           |               |
| 17 januari 1999 | Brazilië                   | 2–3 | Chili                     | Mar del Plata |
| 17 januari 1999 | Edú 10' Márcio Carioca 82' |     | 5', 55' Neira 12' Pizarro | Mar del Plata |

|                 |            |           |         |               |
| 17 januari 1999 | Argentinië | 0–1       | Uruguay | Mar del Plata |
| 17 januari 1999 |            | 24' Pouso |         | Mar del Plata |

|                 |               |     |                                     |               |
| 19 januari 1999 | Paraguay      | 1–3 | Brazilië                            | Mar del Plata |
| 19 januari 1999 | Maldonado 44' |     | 18' Ronaldinho 62' Edú 90' Marcinho | Mar del Plata |

|                 |          |     |                           |               |
| 19 januari 1999 | Chili    | 1–2 | Uruguay                   | Mar del Plata |
| 19 januari 1999 | Moya 49' |     | 30' Chevantón 42' Carreño | Mar del Plata |

|                 |      |                                                 |            |               |
| 19 januari 1999 | Peru | 0–5                                             | Argentinië | Mar del Plata |
| 19 januari 1999 |      | 2', 28' Rivarola 6', 36' Galletti 60' Cambiasso |            | Mar del Plata |

|                 |                           |     |                              |               |
| 21 januari 1999 | Chili                     | 2–3 | Paraguay                     | Mar del Plata |
| 21 januari 1999 | Pizarro 19' Mirosevic 76' |     | 25', 45' Vera 66' Santa Cruz | Mar del Plata |

|                 |         |     |      |               |
| 21 januari 1999 | Uruguay | 0–0 | Peru | Mar del Plata |
| 21 januari 1999 |         |     |      | Mar del Plata |

|                 |                         |     |          |               |
| 21 januari 1999 | Argentinië              | 2–1 | Brazilië | Mar del Plata |
| 21 januari 1999 | Galletti 45' Farías 87' |     | 67' Edú  | Mar del Plata |

|                 |               |     |         |               |
| 23 januari 1999 | Paraguay      | 1–0 | Uruguay | Mar del Plata |
| 23 januari 1999 | Fernández 33' |     |         | Mar del Plata |

|                 |                                                  |     |      |               |
| 23 januari 1999 | Brazilië                                         | 6–0 | Peru | Mar del Plata |
| 23 januari 1999 | Edú 2' Rodrigo Gral 8', 18', 31', 66' Maricá 65' |     |      | Mar del Plata |

|                 |       |               |            |               |
| 23 januari 1999 | Chili | 0–1           | Argentinië | Mar del Plata |
| 23 januari 1999 |       | 4' Montenegro |            | Mar del Plata |

|                 |                   |     |                           |               |
| 25 januari 1999 | Peru              | 2–2 | Chili                     | Mar del Plata |
| 25 januari 1999 | Alva 8' Ascoy 18' |     | 30' Córdova 40' Maldonado | Mar del Plata |

|                 |                             |     |                                 |               |
| 25 januari 1999 | Uruguay                     | 2–2 | Brazilië                        | Mar del Plata |
| 25 januari 1999 | Sorondo 29' Pouso 5' (pen.) |     | 35' Rodrigo Gral 84' Ronaldinho | Mar del Plata |

|                 |             |     |          |               |
| 25 januari 1999 | Argentinië  | 1–0 | Paraguay | Mar del Plata |
| 25 januari 1999 | Galletti 8' |     |          | Mar del Plata |

1954 · 1958 · 1964 · 1967 · 1971 · 1974 · 1975 · 1977 · 1979 · 1981 · 1983 · 1985 · 1987 · 1988 · 1991 · 1992 · 1995 · 1997 · 1999 · 2001 · 2003 · 2005 · 2007 · 2009 · 2011 · 2013 · 2015 · 2017 · 2019 · 2023

Jeugdtoernooi CONMEBOL mannen: onder 17 · onder 15

Jeugdtoernooi CONMEBOL vrouwen: onder 20 · onder 17